# Antónios Kriezís
Antónios Kriezís (grec moderne : Αντώνιος Κριεζής, né en 1796, mort en 1865), héros de la guerre d'indépendance grecque et homme d'État, Premier ministre de 1849 à 1854.

## Biographie
Kriezís est issu d’une famille arvanite originaire de l'île d'Hydra et est né à Trézène en 1796. Il servit dans la marine grecque pendant la guerre d'indépendance et prend part aux batailles de Samos et Spetses. En 1825 avec Konstantínos Kanáris, il participe à une tentative pour incendier la flotte égyptienne à l'intérieur du port d'Alexandrie. En 1828, Ioánnis Kapodístrias le nomma commandant d'une escadre de marine et en 1829, il prend Vonitsa aux Ottomans.
Sous le règne d'Othon, il devient ministre de la Marine, à partir du 10 août 1841. Il est Premier ministre (sans constitution, le Premier ministre réel était le roi Othon) jusqu'au coup d'État du 3 septembre 1843. Kriezís est encore Premier ministre du 24 décembre 1849 au 28 mai 1854. Il doit affronter l'Incident Don Pacifico, alors même qu'il appartenait au parti anglais. Il est précédé et suivi par Konstantínos Kanáris.
Il est nommé au Sénat du royaume de Grèce en octobre 1847.
Il est mort à Athènes en 1865.

## Famille
Il est marié à Kyriakoúla Voúlgaris, fille de l'un des primats d'Hydra et dame d'honneur de la reine Amalía.